# Heidi Zurbriggen
Heidi Zurbriggen (* 16. März 1967 in Saas-Almagell, verheiratete Heidi Andenmatten-Zurbriggen) ist eine ehemalige Schweizer Skirennfahrerin. Sie war auf die Disziplinen Abfahrt und Super-G spezialisiert und gewann drei Weltcuprennen sowie zwei Silbermedaillen bei Weltmeisterschaften. Ihr Neffe Elia und ihr älterer Bruder Pirmin waren ebenfalls Skirennfahrer.

## Biografie
Im Juniorenalter galt Zurbriggen als eine der grössten Schweizer Nachwuchshoffnungen, auch wenn sie zunächst im Schatten ihres erfolgreicheren Bruders stand. Am 8. Dezember 1984 gewann sie als Zwölfte des Super-G in Davos ihre ersten Weltcup-Punkte. Bei den Juniorenweltmeisterschaften 1985 in Jasná gewann sie die Goldmedaille in der Kombination; in der Abfahrt, im Riesenslalom und im Slalom wurde sie jeweils Zweite. Für diese Erfolge wurde sie von der Stiftung Schweizer Sporthilfe als Nachwuchsathletin des Jahres 1985 ausgezeichnet. Dann erkrankte sie jedoch an einem Virus und war 1986 wegen Polyarthritis-ähnlicher Symptome zeitweise auf einen Rollstuhl angewiesen.
Zurbriggen erreichte in der Abfahrt am 12. Dezember 1986 in Val-d’Isère, dem ersten Rennen nach ihrem Comeback, den dritten Platz und erzielte ihr bis dahin bestes Ergebnis. Im Dezember 1987 brach sie sich im Training Schien- und Wadenbein und fiel die gesamte Saison aus. Bei den Weltmeisterschaften 1989 verpasste sie die Bronzemedaille in der Abfahrt um vier Hundertstelsekunden. Es folgten einige Jahre mit zahlreichen Ergebnissen unter den besten zehn und vereinzelten Podestplätzen. Im Januar 1994 gewann Zurbriggen den Super-G in Zauchensee, doch fünf Tage später annullierte der FIS-Vorstand das Rennen wegen irregulärer Wetterbedingungen.
Bei den Weltmeisterschaften 1996 in der Sierra Nevada gewann Zurbriggen hinter Isolde Kostner die Abfahrts-Silbermedaille. Am 6. März 1996 gelang ihr in der Abfahrt von Kvitfjell der erste von insgesamt drei Weltcupsiegen. Eine weitere Silbermedaille gewann sie bei den Weltmeisterschaften 1997 in Sestriere, als sie im Super-G knapp von Hilary Lindh geschlagen wurde.
Im März 1998 trat Zurbriggen vom Spitzensport zurück. Sie absolvierte in Aarau eine dreijährige Ausbildung zur medizinischen Masseurin und eröffnete 2001 im Hotel ihres Bruders in Saas-Almagell eine Praxis.

## Erfolge

### Olympische Winterspiele
- Albertville 1992: 10. Abfahrt
- Lillehammer 1994: 22. Abfahrt
- Nagano 1998: 6. Riesenslalom, 12. Abfahrt, 21. Super-G

### Weltmeisterschaften
- Crans-Montana 1987: 14. Abfahrt
- Vail 1989: 4. Abfahrt, 11. Riesenslalom, 12. Super-G
- Saalbach-Hinterglemm 1991: 6. Kombination
- Morioka 1993: 9. Super-G, 21. Riesenslalom, 24. Abfahrt
- Sierra Nevada 1996: 2. Super-G, 14. Abfahrt, 16. Riesenslalom
- Sestriere 1997: 2. Abfahrt, 11. Super-G, 13. Riesenslalom

### Weltcup
- 1991/92: 4. Kombinations-Weltcup
- 1994/95: 3. Super-G-Weltcup
- 1995/96: 3. Abfahrts-Weltcup
- 1996/97: 2. Abfahrts-Weltcup

Heidi Zurbriggen gewann drei Weltcuprennen:
| Datum           | Ort                | Land       | Disziplin |
| --------------- | ------------------ | ---------- | --------- |
| 6. März 1996    | Kvitfjell          | Norwegen   | Abfahrt   |
| 11. Januar 1997 | Bad Kleinkirchheim | Österreich | Abfahrt   |
| 23. Januar 1997 | Cortina d’Ampezzo  | Italien    | Abfahrt   |

Hinzu kommen je sieben zweite und dritte Plätze. 82 Mal klassierte sie sich unter den besten zehn.

### Weitere Erfolge
- Juniorenweltmeisterschaften 1985: 1. Kombination, 2. Abfahrt, 2. Riesenslalom, 2. Slalom
- 4 Schweizer Meistertitel: Abfahrt 1995, Super-G 1996, Riesenslalom 1992, Kombination 1992

## Quelle
- Internationales Sportarchiv, Ausgabe 36/1997 (Munzinger-Archiv)